# Társas vadászat
A vadászat egyéni vadászat és társas vadászat formájában történhet. A vadászati törvény alapján a három vagy több vadász részvételével tartott vadászat társas vadászatnak minősül. A leggyakoribb társas vadászatok a terelés, az apróvad vagy vaddisznó hajtása. Az egyes vadfajok vadászatának formáját a vadgazdálkodásért felelős miniszter a vadászati törvény felhatalmazása alapján kiadott rendeletben állapítja meg.
Ennek megfelelően társasvadászatnak minősül a nagyvad terelővadászata és hajtóvadászata, az apróvad keresővadászata, illetve hajtóvadászata amennyiben a felsorolt vadászatokon három vagy több vadász vesz részt. Nagyvad terelővadászatának (terelés vagy riglizés) minősül a hajtóebek használata nélkül szervezett társasvadászat.
Apróvad vadászatán hasznos apróvadfajok és az egyéb apróvadfajok ejthetőek el. Nagyvad terelővadászaton lőhető a vaddisznó, a gímszarvastehén, -ünő, -borjú, a dámtehén, -ünő, -borjú, a muflonjuh, -jerke, -bárány, az őzsuta és -gida, továbbá az egyéb apróvadfajok (a dolmányos varjú, a szarka és a szajkó kivételével).

## Társas apróvadra történő vadászati módok
Az apróvad társas vadászatok közös jellemzője − néhány kivételtől eltekintve −, hogy maguk a vadászok is tevékeny résztvevői annak, együtt mozognak, közösen dolgoznak a sikerért a hajtókkal. Mind az egyéni, mind a társas apróvad vadászatok nélkülözhetetlen segítői az adott vadfajhoz, vadászati módhoz kiképzett vadászebek.

### Keresővadászat
A Keresővadászat vagy bokrászó vadászat: Kis csoportban történő vadászat (3-5 fő vadász), ahol a vadászok is aktív résztvevői a vad felkutatásának. Általában fasorokat, bokrosokat, árokpartokat, erdőszéleket, kisebb nádasokat fésülnek át a hajtókkal közösen, kutyákkal, így keresik meg az elejteni kívánt apróvadat. Kisebb terítékű, hangulatos baráti vadászatok.

### Vonalhajtás
Általában sík területen rendezik, fácánra, mezei nyúlra, vagy fogolyra. A vadászok és hajtók egymással vegyesen vonalat alkotnak, és meghajtják az előttük álló területet. Az előre repülő/futó és a hátrafelé visszatörő vadra tesznek lövést.

### Ráhajtásos vadászat
A fácán nagy terítékű vadászati módja. A hajtók vonalat alkotva hosszabb sorban felállnak, és távolról indulva a velük szemben leálló vadászok felé hajtják a madarat.

### Cseh pászta
Más néven nyúlstráf: Viszonylag sok vadász és nagyon sok hajtó részvételével megszervezett, nagy terítékű mezei nyúl vadászati mód. A vadászok és a hajtók egy „U” betűt alkotnak, aminek a fenekén egymástól sörétlövésnyi távolságra helyezkednek el a vadászok, a szárnyakon pedig olyan sűrűn állnak a hajtók, hogy köztük ne merjen kitörni a nyúl. Az így meghajtott nagy területen az eleinte előre szaladó nyúlra vadászunk, ám a nyúl előbb-utóbb visszatör a puskás vonal között − otthonterületét ugyanis nem hagyja el, oda visszatér akkor is, ha előre hajtják −, majd ekkor megint elejthető. Nagyon eredményes vadászati mód, de csak nagy létszámmal alkalmazható ott, ahol sok a mezei nyúl.

### U-hajtás
Kevesebb hajtóval és kevés vadásszal szervezett vadászat. Mezei nyúlra és fácánra egyaránt alkalmas. Az „U” alakzatban vegyesen helyezkednek el mindenhol a hajtók és a vadászok. Itt az oldalra kitörő vadra is lehetőség van lövést tenni.

### Körvadászat
Rengeteg hajtóval és sok vadásszal, vegyesen, két félkörben indulnak el a levadászandó terület két szélén a résztvevők. Amikor a kör bezárul, annak közepe felé haladva a körbe bekerült apróvadfajokra, elsősorban fácánra és mezei nyúlra vadásznak így. Nagyon nagy területet fognak körbe, ezért eleinte olyan, mintha vonalhajtás lenne, csak lassan zárul, szűkül a kör, sokat kell gyalogolni. Amikor a vadászok már közelednek a hajtás végéhez, a kör közepe felé, a vadászatvezető felszólítását követően tilos a körbe befelé lőni.